# Maison Baronnat
La maison Baronnat, située au 22 rue Juiverie dans le quartier Saint-Paul du Vieux Lyon, est un hôtel particulier de styleRenaissance. Elle est édifiée en 1493 pour le marchand Jacques Baronnat. La maison illustre l’essor économique et architectural du quartier à la fin du XVe siècle, période durant laquelle la rue Juiverie devient un secteur résidentiel prisé par la bourgeoisie lyonnaise. L’édifice fait partie de l’ensemble patrimonial du Vieux Lyon, inscrit au patrimoine mondial de l’UNESCO.

## Histoire
La maison du 22 rue Juiverie est érigée en 1493 pour Jacques Baronnat, marchand lyonnais, à une période où la rue Juiverie connaît une profonde transformation. À l’origine, cette rue tire son nom de la communauté juive qui y résidait jusqu’à leur expulsion de Lyon en 1379, à la suite d’un édit royal. Après le départ de cette population, le quartier devient au XVe siècle un secteur attractif pour la bourgeoisie et les marchands, notamment italiens, qui y font construire de nombreux hôtels particuliers.
La construction de la maison Baronnat intervient peu après le déplacement du marché aux bestiaux, en 1490, qui libère la rue et permet l’édification de demeures luxueuses. Jacques Baronnat, dont la famille est attestée sur un tènement dès 1446, fait bâtir une résidence qui témoigne de l’essor économique de Lyon à la fin du Moyen Âge et au début de la Renaissance. La famille Baronnat, anoblie en 1495, conserve la propriété jusqu’en 1551, période durant laquelle la maison s’inscrit dans le mouvement général d’embellissement du quartier Saint-Paul.

## Architecture
De style Renaissance, la demeure se distingue par sa façade à fenêtres à meneaux, ses décors sculptés et sa cour intérieure agrémentée d’une tourelle en encorbellement ainsi que d’un puits.